# 大國主之建國
大國主之建國乃日本神話中描述大國主神（又名大穴牟遲神、大己貴命）建設葦原中國的神話故事。

## 概要

### 日本書紀之記載
據《日本書紀》卷第一神代上第八段一書（六）記載，大國主神亦名大物主神、國作大己貴命、葦原醜男、八千戈神、大國玉神、顯國玉神；其子共有一百八十一神。大己貴命與少彥名命戮力一心，共同經營天下。為了蒼生及畜産定其療病之方，又為攘鳥獸昆蟲之災異定其禁厭之法，故天下百姓皆蒙受祂們的恩澤。大己貴神問少彥名命說：「我們所創造的國家是完好的嗎？」後者回覆：「可能好、也可能不好。」少彥名命會這麼說，乃因有遠近幽深之致。後來少彥名行至熊野之御碕，遂往常世國；亦曰至淡島，乘坐粟莖彈跳渡至常世國。後來國中未完成的建設，大己貴神能獨自巡造，遂到出雲國興言曰：「葦原中國本來出於荒芒，磐石草木皆暴戾荒誕。然而吾已摧毀降伏，莫不和順。」遂因言：「今理此國，唯吾一身而巳。可與吾共理天下者，蓋有之乎？」
是時神光映海，突然有人浮出海面說：「如果我不在的話，你怎麼能平定此國呢？正因為我在此，你才能得到建造此國的功績。」大己貴神問說：「然則你是誰？」對曰：「我是你的幸魂（賜予幸福的神靈）、奇魂（擁有神妙之力的神靈）。」大己貴神曰：「是的，如此我才知道你是我的幸魂、奇魂，現在你想往何處住呢？」對曰：「吾欲住於日本國之三諸山。」於是大興土木、建造宮殿，使就而居，此乃大三輪之神；此神之子為甘茂君、大三輪君、姬蹈鞴五十鈴姬命。又云事代主神化為八尋熊鰐，通三島溝槭姬（或云玉櫛姬）而生兒姬蹈鞴五十鈴姬命，是為神日本磐余彥火火出見天皇之后。
剛開始大己貴神行平定天下，行至出雲國在五十狹狹小汀用餐時，忽然聽見海中有人聲，驚訝地四處找尋卻無所獲。不久有個小人以白蘞皮爲舟、以鷦鷯羽爲衣，隨潮水而來。大己貴神將之置於掌中把玩，小人卻跳起來咬其臉頰。大己貴神覺得奇怪，遣使詢問天神，高皇產靈尊回答：「我有一千五百個兒子，其中有一個最糟糕、最不服從管教。自指間漏墜的一定是祂，請你幫我好好照顧他。」此即少彥名命。

### 古事記之記載
依《古事記》上卷之記載，大國主神在出雲時，見一神明自波穗乘天之羅摩船渡海而來，身上穿著蛾皮衣。大國主神問其名卻不答，問隨從眾神也無人知曉，這時有隻青蛙多邇具久開口說：「久延毘古神必定知道。」於是召來久延毘古神，他回答：「他是神產巢日神之子，名曰少名毘古那神。」大國主命便詢問神產巢日神以證實此事，後者說：「他的確是我從指縫間漏出的兒子，與你葦原色許男命（大國主命之別名）為兄弟，你們應該攜手合作、牢固地建立國家。」
於是此後兩人便合力建國，直到國家安定時，少名毘古那神就渡海回常世國。所以久延毘古便是說出少名毘古那神名字之人，所謂久延毘古便是稻田裡之曾富騰（そほど），腳雖然不良於行，卻盡知天下之事。
少名毘古那神離開後，大國主神憂愁地說：「我怎麼有辦法獨自一人運作此國呢？誰能和我一起維持此國呢？」是時從海的對岸出現一個發著光芒的神說道：「你能供奉我的話，我就和你共同治理這個國家；若不然，國難成。」大國主神曰：「若是如此，該如何供奉你呢？」答曰：「將我供奉在倭之青垣東山上。」此即坐鎮於御諸山（今三輪山）上之神（即大物主神）。

## 外部連結
- （日語）大国主神の物語とゆかりの地|出雲神話とゆかりの地 （页面存档备份，存于）